# Confession des Chapelles
La Confession des Chapelles (en russe : Часовенное согласие) est un groupe de vieux-croyants russes non-presbytériens (c'est-à-dire sans prêtres ; bezpopovtsy), localisé principalement dans la région de l'Oural.

## Appellation
Le nom de leur confession vient du mot russe "часовня" (transcription = chassovnia) qui veut dire chapelle, lieu dans lequel ils se réunissent pour prier en communauté.
Pour designer les croyants de cette confession, le mot russe est "часовенные" (transcription = chasovennye). Ce terme est assez spécifique, traduire ce mot directement en français pose quelques défis, car il n'a pas d'équivalent exact.
La traduction littérale serait "Les gens des chapelles".

## Histoire
On pense que les premiers Chasovennyes sont apparus dans les forêts de Kerjenets.
Né au cours de la première moitié du XIXe siècle, au sein du mouvement des béglοpopovtsy (littéralement "ceux qui ont fui les prêtres").
Confrontés en permanence à des difficultés de trouver des prêtres, et complètement privés de ceux-ci pendant les persécutions des Vieux-Croyants sous le règne Nicolas Ier, un groupe de Vieux-Croyants béglοpopovtsy vivant dans la région de Vitebsk décida d'abandonner complètement les prêtres et de les remplacer par des nastavniki (laïcs).
Ils devinrent l'une des principales communautés dans la région de l'Oural. Une partie entretenait des relations avec les skites d'Irgiz, recevant d'eux les Saints Dons. Ils étaient également présents parmi les Vieux-Croyants de la Volga et étaient très nombreux parmi les Cosaques de l'Oural.
Les services religieux commencèrent à être célébrés dans des chapelles (d'où le nom de la communauté). Au fil du temps, ils se transformèrent en fait en bespopovtsy (sans prêtres), bien qu'ils ne s'identifient pas comme tels.
Les services conservent certains vestiges des pratiques sacerdotales ; dans certaines communautés, on lit une "pardon" devant un prêtre absent et on se prosterne. Ils ne rebaptisent pas les Vieux-Croyants d'autres communautés.
Dans la seconde moitié du XIXe siècle, ils étaient également présents en Sibérie et encore plus à l'est.
En 1884, lors d'un concile des Vieux-Croyants à Iekaterinbourg, la doctrine de l'éternité du sacerdoce fut confirmée et une résolution fut adoptée pour entamer de nouvelles recherches à ce sujet.
Les monastères de Dubches ont été fondés par des anciens et des anciennes (moines et moniales) vers 1939, fuyant le pouvoir soviétique en Oural et la Sibérie occidentale. Ils cherchaient un endroit secret au cœur de la forêt pour éviter tout contact avec l'État ou avec des non-Vieux-Croyants. L'endroit qu'ils ont découvert n'avait jamais été utilisé auparavant pour la culture de la terre. Des fidèles laïcs de la foi Chasovennye ont émigré avec les moines et se sont installés à proximité pour soutenir les monastères. Dans le langage vernaculaire, ce complexe de monastères de Dubches est appelé skite (ermitages), bien que les gens y vivent en cénobites .
Le 28 mars 1951, une opération du ministère de l'Intérieur fut menée , à la suite de laquelle les monastères furent détruits et leurs habitants arrêtés. Les vieux croyants détenus ont été torturés pour qu'ils livrent ceux qui se cachaient. Trente-trois personnes arrêtées lors de cette opération ont été condamnées pour « agitation contre-révolutionnaire » et participation à une « organisation contre-révolutionnaire » à des peines de prison allant de 10 à 25 ans.
Après la destruction des skites de Bikin en Mandchourie, ils fondèrent le village de Romanovka. Simultanément, plusieurs communautés s'établirent dans les contreforts de l'Altaï, sur le territoire du Xinjiang. À la suite de la proclamation de la République populaire de Chine, la majorité des personnes originaires de ces deux régions chinoises émigrèrent en Australie, en Nouvelle-Zélande et dans certains pays d'Amérique du Sud (Bolivie, Brésil, Argentine, Uruguay).
Dans les années 1960, plus d'un millier quittèrent le Brésil pour les États-Unis (Oregon, puis l'Alaska), et dans les années 1970, certains d'entre eux s'installèrent au Canada.
Dans les années 1980, une partie d'entre eux vivant en Amérique du Nord et en Australie décidèrent de rétablir le sacerdoce et se rallia à l'Église orthodoxe vieille-ritualiste lipovène. Des évolutions similaires furent observées parmi ceux vivant en Russie.
Dans les années 1990, une partie embrassèrent le mouvement des orthodoxes vieux-ritualistes russes (Coreligionnaires), formant ainsi deux paroisses au sein de l'éparchie d'Ekaterinbourg.
De nos jours, ils vivent toujours principalement dans l'Oural, la Sibérie et l'Extrême-Orient. Des communautés relativement importantes sont installées dans plusieurs États américains (Alaska, Oregon et autres), ainsi qu'au Canada, au Brésil, en Argentine et dans certains autres pays.

## Mentor
Le nastavnik est le guide spirituel et éducatif au sein des communautés . Il transmet la foi, les traditions et les valeurs, et joue un rôle essentiel dans la préservation de l'identité religieuse de ces communautés. Élu par ses pairs, il incarne la sagesse, l'expérience et la dévotion. Son rôle est crucial, surtout dans les communautés sans prêtres, où il assure la continuité des pratiques religieuses et spirituelles.

## Situation actuelle

### Russie
- Sibérie orientale : Touva, Kraï de Krasnoïarsk, Oblast d'Irkoutsk, Kraï de Khabarovsk, Khakassie
- Sibérie de l'Ouest : Tomsk, Oblast de Kemerovo-Kouzbass
- District fédéral de l'Oural : Oblast de Sverdlovsk

### Amérique du Sud
Du 9 au 24 avril 2018, des représentants de vieux-croyants russes et des experts se sont rendus auprès communautés de vieux-croyants de la confession des Chapelles en Amérique du Sud pour étudier les perspectives de réinstallation des vieux-croyants en fédération de Russie, les familiariser avec les conditions offertes aux migrants et organiser l'aide aux migrants.
Brésil : 
Colônia Russa, Primavera do Leste.
Montividiu, Goiás.
Colônia Santa Cruz, Ponta Grossa - Paraná
Colônia dos Russos, Três Córregos - Campo Largo
Uruguay :
Colonia Ofir (en)
Bolivie :
Toborochi, Santa Cruz de la Sierra
Argentine :
Choele Choel, Rio Negro.

### Amérique du Nord
Aux États-Unis :
- dans l'Oregon :

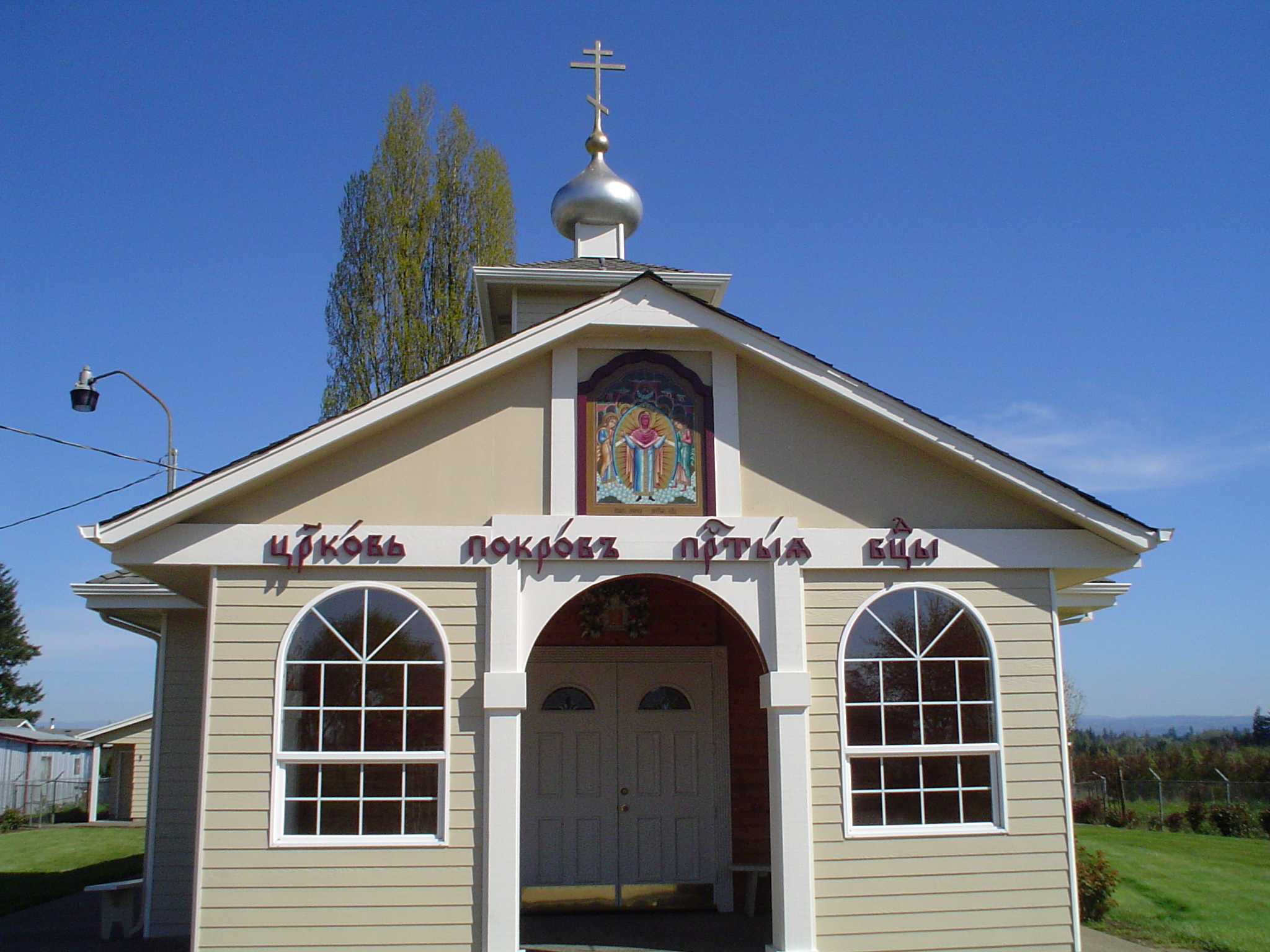
Chapelle à McKee près de Woodburn

Leur nombre est estimé à environ 10.000 personnes.
Lorsque les vieux-croyants ont immigré en Oregon, presque tous étaient de la confession des chassovennye. Les vingt premières années de vie ont été calmes et paisibles. Cependant, certains d'entre eux ont commencé à chercher un moyen de préserver leur religion et ont commencé à réfléchir sérieusement à la prêtrise. Dans les années 1980, après de longues discussions, la première scission s'est produite au sein de la communauté des vieux-croyants: entre ceux qui acceptaient et ceux qui n'acceptaient pas les prêtres. Une petite partie des vieux-croyants de différents groupes (Sintsiántsy, Kharbíntsy et Turchánye) a accepté des prêtres de la hiérarchie de l'Église orthodoxe vieille-ritualiste lipovène.
Récemment , une deuxième scission s'est produite. Le conflit principal concernait la position des trois doigts inférieurs (neosnovnykh»), qui symbolisent la Sainte Trinité.
Malheureusement, les dirigeants des deux groupes opposés n’ont pas pu se mettre d’accord sur les différentes conceptions des positions des «bons» doigts sur les icônes et ont choisi des voies différentes afin de préserver leur foi.
En conséquence, les communautés religieuses se sont également divisées ; avant il y avait six lieux de culte autour de Woodburn, il y en a maintenant onze.
Les vieux-croyants qui ne pouvaient pas comprendre le conflit ont commencé à prier chez eux.
- en Alaska :

Borough de la péninsule de Kenai à Kachemak Selo, Voznesenka et Razdolna depuis les années 1980 après avoir quitté Nikolaevsk à la suite de son passage dans l'Église orthodoxe vieille-ritualiste lipovène.
Au Canada : dans la petite ville de Plamondon (Alberta)

### Réinstallation en Russie
Depuis 2009, 54 familles de vieux croyants en provenance du Brésil ont déjà déménagé dans le Kraï du Primorié. En règle générale, il s'agit de familles paysannes qui créent des coopératives agricoles et exploitent des dizaines d'hectares de terres dans le district fédéral extrême-oriental.

## Relations avec les autres vieux-croyants
Un Groupe de travail pour la coordination de la coopération inter-vieux-croyants (en russe : Рабочей группы по координации межстарообрядческого сотрудничества) s'est réuni pour la première fois le 15 janvier 2016 au Centre culturel et de pèlerinage Avvakoum au cimetière de la Transfiguration de Moscou avec des représentants de l'Église orthodoxe vieille-ritualiste russe, de l'Église vieille-orthodoxe russe, de l'Église vieille-orthodoxe pomore et de l'Église vieille-orthodoxe vieille-pomore. La Confession des Chapelles, par contre, n'a pas de représentant dans ce groupe.
Un Forum international des vieux-croyants a eu lieu à Moscou les 18 et 19 mai 2021 à l'occasion du 400e anniversaire de la naissance de l'archiprêtre Avvakoum. Il a été organisé conjointement par l'Église orthodoxe vieille-ritualiste russe, l'Église vieille-orthodoxe pomore et l'Église vieille-orthodoxe vieille-pomore (par contre, sans l'Église vieille-orthodoxe russe, qui a décidé de se retirer du groupe de travail). Parmi les trente-neuf intervenants, on retrouve bien sûr des représentants des Églises organisatrices, mais aussi, pour la première fois dans ce genre de rencontres, des représentants de la Confession des Chapelles.